# Selwyn (góry w Australii)
Selwyn (ang. Selwyn Range, znane również jako Isa Highlands) – pasmo górskie w Australii, w północno-zachodniej części stanu Queensland, na północ od Wielkiego Basenu Artezyjskiego.
Góry Selwyn zbudowane są głównie z proterozoicznych skał metamorficznych. Są bogate w rudy metali: złota, miedzi, ołowiu i cynku. Ważny obszar górnictwa w Australii - głównym ośrodkiem przemysłu wydobywczego jest miasto Mount Isa, w którym działa przedsiębiorstwo górnicze Mount Isa Mines.
Obszar gór Selwyn zamieszkiwali wcześniej przedstawiciele ludu Kalkadoon.